# Чжоу Цзыци
Чжоу Цзыци́ (кит. трад. 周自齊, упр. 周自齐, пиньинь Zhōu Zìqí, 1871—1923) — китайский политик периода заката империи Цин и в начале республиканского периода. Был членом Коммуникационной клики.

## Биография
Родился в 1871 году в уезде Хайян Чаочжоуской управы провинции Гуандун, говорил на кантонском и основном северокитайском диалектах китайского языка. Получил высшее образование в США в Колумбийском университете. Вернувшись в Китай, основал Университет Цинхуа, в котором студентов подготавливали к учёбе в Америке, в то же время он возглавлял программу по направлению студентов на учёбу в Америку. В 1911 году занимал должность президента университета.
Будучи губернатором провинции Шаньдун, он поддерживал политику Юань Шикая по отмене в Китае народного правления, превращение республики в империю (монархию), так как считал, что 98 % китайского народа неграмотны и не готовы к самоуправлению, они используются политиками и несут нестабильность и хаос в стране.
В дальнейшем Чжоу Цзыци занимал следующие должности: президент Банка Китая, министр связи, военный министр, министр финансов, министр сельского хозяйства и торговли, генеральный инспектор соляной промышленности. Способствовал утечке информации в средства массовой информации о двадцати одном требовании Японской империи. Когда Юань Шикай попытался восстановить в Китае монархию, то Чжоу Цзыци был отправлен в Японию в качестве специального посланника. Японское правительство отказалось иметь с ним дело, и он вернулся сообщить Юаню, что его правительство потеряло внешнюю поддержку.
В 1915 году инициировал Национальный день посадки деревьев, который проводится по сей день в КНР и на Тайване (изменен лишь день проведения).
В 1916 году Чжоу бежал в Японию после того как президент Ли Юаньхун отдал приказ об аресте восьми главных монархистов. Вернулся в Китай в феврале 1918 года после того как обвинения были сняты. В 1920 году назначен министром финансов. В 1921 году потерпел поражение в борьбе за пост премьер-министра и был вынужден уйти в отставку.
Позднее кратковременно служил в качестве исполняющего обязанности премьер-министра и исполняющего обязанности президента в 1922 году после того как Сюй Шичан подал в отставку. Его президентство, самое короткое в истории Китая, длилось 8 дней. В период его правления Чжилийская клика пыталась уговорить Ли Юаньхуна снова прийти к власти. Обвинив Чжили во вмешательстве в его работу, Чжоу Цзыци уехал в США изучать кинопроизводство. Вернувшись в Китай, планировал открыть киностудию. Но в следующем 1923 году он скончался.
Его жена была обезглавлена хунвэйбинами в своем доме в Пекине во время Культурной революции. Её четвёртая дочь была свидетелем экзекуции и сошла с ума.